# 龙华庙会
上海龙华庙会是中國上海徐匯區龍華街道的一個传统庙会。
上海龙华庙会的歷史可以追溯到唐代。每逢弥勒菩萨化身布袋和尚的涅槃日，龙华寺都会举行法会。明代時龙华庙会由礼佛庙会发展成为综合性庙会。1953年，政府首次参与组织龙华庙会，并将龍華廟會更名为'龙华物资交流会’。1985年，龙华物资交流会恢復龍華廟會舊名。1987年，龙华庙会又改稱上海市龙华庙会。2008年，上海市龙华庙会被中國国务院列入第二批国家级非物质文化遗产名录。